# Mistrzostwa Świata w Narciarstwie Alpejskim 1954
13. Mistrzostwa Świata w Narciarstwie Alpejskim odbywały się od 28 lutego do 7 marca 1954 w Åre (Szwecja). Rozgrywano cztery konkurencje, zarówno kobiet jak i mężczyzn: zjazd, slalom, slalom gigant i po raz pierwszy w historii - kombinację. Były to pierwsze mistrzostwa świata, na których rozgrywano aż cztery konkurencje oraz pierwsze rozegrane w Szwecji. W klasyfikacji medalowej zwyciężyła reprezentacja Norwegii, zdobywając 3 złote medale. Najwięcej medali zdobyli jednak Austriacy: 8, w tym 2 złote, 3 srebrne i 3 brązowe.

## Wyniki

### Mężczyźni
| Konkurencja             | Data    | Złoto            | Wynik   | Srebro              | Wynik   | Brąz             | Wynik   |
| Slalom szczegóły        | 1 marca | Stein Eriksen    | 2:20,06 | Benedikt Obermüller | 2:25,83 | Toni Spiss       | 2:26,73 |
| Slalom gigant szczegóły | 3 marca | Stein Eriksen    | 1:52,5  | François Bonlieu    | 1:53,7  | Andreas Molterer | 1:54,0  |
| Zjazd szczegóły         | 7 marca | Christian Pravda | 1:59,6  | Martin Strolz       | 2:01,8  | Ernst Oberaigner | 2:02,4  |
| Kombinacja szczegóły    | 7 marca | Stein Eriksen    | 4,08    | Christian Pravda    | 6,96    | Stig Sollander   | 11,28   |

### Kobiety
| Konkurencja             | Data    | Złoto            | Wynik   | Srebro            | Wynik   | Brąz             | Wynik   |
| Zjazd szczegóły         | 2 marca | Ida Schöpfer     | 1:29,2  | Trude Klecker     | 1:29,3  | Lucienne Schmith | 1:29,5  |
| Slalom gigant szczegóły | 4 marca | Lucienne Schmith | 1:38,9  | Madeleine Berthod | 1:39,7  | Jannette Burr    | 1:41,7  |
| Slalom szczegóły        | 6 marca | Trude Klecker    | 2:01,93 | Ida Schöpfer      | 2:03,03 | Sara Thomasson   | 2:03,71 |
| Kombinacja szczegóły    | 6 marca | Ida Schöpfer     | 4,75    | Madeleine Berthod | 8,20    | Lucienne Schmith | 8,57    |

## Tabela medalowa
| Lp. | Państwo           | złoto | srebro | brąz | razem |
| --- | ----------------- | ----- | ------ | ---- | ----- |
| 1   | Norwegia          | 3     | -      | -    | 3     |
| 2   | Austria           | 2     | 3      | 3    | 8     |
| 3   | Szwajcaria        | 2     | 3      | -    | 5     |
| 4   | Francja           | 1     | 1      | 2    | 4     |
| 5   | RFN               | -     | 1      | -    | 1     |
| 6   | Szwecja           | -     | -      | 2    | 2     |
| 7   | Stany Zjednoczone | -     | -      | 1    | 1     |